# Victim of Truth
Albums de Nneka
No longer at Ease
Victim of Truth est le premier album de la chanteuse Nneka, sorti en 2005.

## Titres
1. Intro
2. Stand Strong
3. The Uncomfortable Truth
4. Beautiful Rainbow
5. Africans
6. Quit
7. Changes
8. Material Things
9. Burning Bush (Everybody)
10. Confession
11. Showin' Love
12. Warrior
13. In Charge
14. Make me Strong
15. God Of Mercy
16. Your Request